# Кочарги-Нові
Кочарґі-Нові (пол. Koczargi Nowe) — село в Польщі, у гміні Старі Бабиці Варшавського-Західного повіту Мазовецького воєводства.
Населення — 512 осіб (2011).
У 1975-1998 роках село належало до Варшавського воєводства.

## Демографія
Демографічна структура станом на 31 березня 2011 року:
|          | Загалом | Допрацездатний вік | Працездатний вік | Постпрацездатний вік |
| -------- | ------- | ------------------ | ---------------- | -------------------- |
| Чоловіки | 259     | 48                 | 185              | 26                   |
| Жінки    | 253     | 52                 | 148              | 53                   |
| Разом    | 512     | 100                | 333              | 79                   |